# Einar Biilmann
Einar Christian Saxtorph Biilmann (født 10. maj 1873 i København, død 10. august 1946) var en dansk kemiker.
Biilmann blev student 1891, tog 1893 adgangseksamen til den Polytekniske Læreanstalt og kastede sig derefter over det kemiske studium, hvilket han afsluttede med magisterkonferensen 1897. I 1898 blev han ansat som ssistent ved den Polytekniske Læreanstalts kemiske laboratorium, vandt 1899 universitetets guldmedalje for en afhandling om fremstillingen af akrylsyre og tog 1904 doktorgraden for et arbejde: Studier over organiske Svovlforbindelser. Siden oktober 1902 virkeder Biilmann som lærer i kemi ved Officersskolens ældste klasse og blev september 1907 udnævnt til professor i kemi ved universitetet og bestyrer af dettes kemiske laboratorium. Biilmanns videnskabelige arbejder tager sigte på at gøre rede for de stereokemiske forhold såvel som for isomeri- og polymeriforhold hos organiske forbindelser og for reaktionsmekanikken (blandt andet de Waldenske omlejringer) ved organisk kemiske processer, og Biilmann offentliggjorde, foruden de ovennævnte, en række fortjenstfulde arbejder vedrørende allyl- og akrylforbindelsernes, de organiske svovlforbindelsers samt de isomere kanelsyrers kemi. Også som lærebogsforfatter udførte Biilmann et fortjenstfuldt arbejde, og har blandt andet i sin lærebog i uorganisk kemi, givet en ypperlig, klar og overskuelig fremstilling af det teoretiske grundlag, hvorpå den tids kemi hvilede. Biilmann var medlem af rådet for den internationale association af kemiske selskaber og af dennes nomenklaturkommission for organisk kemi. Biilmann trak sig 1919 tilbage fra sin stilling på Officersskolen. Den af Biilmann genialt udtænkte kinhydronelektrode (1920) fik overordentlig stor betydning, blandt andet fordi den egnede sig særlig godt til bestemmelse af jordbundens brintionkoncentration og kalktrang og derved blev uundværlig for det moderne landbrug.